# Chiesa di San Vito (Lentate sul Seveso)
La chiesa di San Vito Martire è la parrocchiale di Lentate sul Seveso, in provincia di Monza e Brianza ed arcidiocesi di Milano; fa parte del decanato di Seregno-Seveso.

## Storia
Nel Liber Notitiae Sanctorum Mediolani, redatto sul finire del XIII secolo da Goffredo da Bussero, si legge che la comunità di Lentate sul Seveso era sottoposta alla pieve dei Santi Gervasio e Protasio di Seveso.
Grazie al Liber seminarii mediolanensis, risalente al 1564, si conosce che allora la chiesa di San Vito era sede d'una rettoria, sempre dipendente dalla pieve di Seveso.
Dalla relazione della visita pastorale del 1762 dell'arcivescovo di Milano Giuseppe Pozzobonelli si legge che la parrocchiale, in cui aveva sede il sodalizio del Santissimo Sacramento, aveva come filiali gli oratori della Beata Vergine Maria Assunta, della Natività della Beata Vergine Maria presso la Cassina Mocchirolo, dei Santi Cosma e Damiano e Santo Stefano Protomartire, e che i fedeli ammontavano a 750.
La prima pietra della nuova parrocchiale fu posta nel 1844; l'edificio venne poi ultimato nel 1846.

Nel 1901 l'arcivescovo Andrea Carlo Ferrari, compiendo la visita pastorale, trovò che il beneficio era di circa 1151 lire, che i fedeli erano 2500 e che la parrocchiale, al cui interno aveva sede la confraternita del Santissimo Sacramento, aveva alle proprie dipendenze gli oratori della Natività di Maria Santissima di Mocchirolo e di Santo Stefano.
Nel 1908 ebbero inizio i lavori di ampliamento dell'edificio, che furono terminati nel 1910; nel 1929 venne eretto il nuovo campanile. 

Tra il 1954 e il 1959 la parrocchiale fu nuovamente ampliata e nel 1972, in seguito al processo di riorganizzazione territoriale dell'arcidiocesi, confluì nel decanato di Seveso.

## Descrizione

### Facciata
La facciata della chiesa, a capanna, è spartita da una cornice marcapiano in due registri; quello inferiore, scandito da lesene d'ordine ionico, è anticipato da un pronao tetrastilo caratterizzato da colonne, anch'esse ioniche, mentre quello superiore, coronato dal frontone triangolare, presenta un profilo aggettante concluso dal timpano all'interno del quale si legge la scritta "D.O.M. ET DIVO VITO M".

### Interno
L'interno dell'edificio è costituito da una sola navata scandita da pilastri, sulla quale si affacciano le cappelle laterali e che è coperta da volta a botte; al termine dell'aula si sviluppa il presbiterio, chiuso dall'abside di forma semicircolare.